# Attentat de l'université d'Alger
L'attentat de l'université d'Alger est une attaque de l'Organisation de l'armée secrète (OAS) aux bombes phosphoriques perpétrée à l'université d'Alger le 7 juin 1962.

## Déroulement
Le 7 juin 1962 à 12 h 40, trois bombes au phosphore explosent à l'intérieur de l'université d'Alger, provoquant l'incendie de la bibliothèque universitaire, qui comptait jusqu'à 600 000 ouvrages.

## Conséquences
Après l'attentat, les archives de l'université d'Alger ont été transférées vers l'université d'Aix. Un Comité international pour la reconstitution de la bibliothèque universitaire d'Alger (CIRBUA) est créé en décembre 1962, co-présidé par Mahmoud Agha Bouayed et Noureddine Skander, l'écrivain Jean Sénac, ayant été le secrétaire général du comité. L'architecte Georgette Cottin-Euziol est chargée de la reconstruction du bâtiment.
L'UNESCO n'a jamais à ce jour classé l'incendie de la Bibliothèque de l'université d'Alger dans son inventaire. En 1995, l'UNESCO avait répertorié tous les livres détruits à travers le monde sauf les ouvrages de la BU d'Alger.